# Marclei Santos
Marclei César Chaves Santos (* 18. Juni 1989 in Alagoinhas), auch als Marclei Santos oder Marclei bekannt,  ist ein brasilianischer Fußballspieler.

## Karriere
Das Fußballspielen lernte Marclei Santos in der Jugendmannschaft von EC Vitória in Salvador. Seinen ersten Vertrag unterschrieb er 2008 bei Votoraty FC. 2009 erfolge eine Ausleihe zum brasilianischen Club Santa Helena EC. GD Sagrada Esperança, ein Verein aus Angola, lieh ihn 2010 aus. Für den Club aus Dundo spielte er in der Campeonato Angolano de Futebol. Über die brasilianischen Vereine EC Vitória, Boa EC, CS Sergipe, Mixto EC, Operário Ltda., Anápolis FC, União EC, Ríver AC, Inhumas EC, AD Bahia de Feira und PS Mitra Kukar zog es ihn 2018 nach Asien. Hier unterschrieb er einen Vertrag beim thailändischen Club Chonburi FC. Der Club aus Chonburi spielte in der höchsten Liga des Landes, der Thai League. Nach der Hinserie 2018 wechselte er nach Vietnam, wo er sich Hồ Chí Minh City FC aus Ho-Chi-Minh-Stadt anschloss. HMC FC spielt in der Ersten Liga, der V.League 1. Anfang 2019 unterschrieb er einen Vertrag bei al Salmiya Club in Salmiya. Der Club aus Kuwait spielte in der höchsten Liga des Landes, der Kuwaiti Premier League. Anfang 2020 verließ er Kuwait und ging zurück in seine Heimat. Hier schloss er sich dem AD Bahia de Feira aus Feira de Santana an.

## Erfolge
Boa EC
- Staatsmeisterschaft von Minas Gerais Modul II: 2011

Ríver AC
- Staatsmeisterschaft von Piauí: 2014